# Триумвират
Триумвира́т (лат. triumvirātus, от tres — «три» + vir — муж: «союз трёх мужей»), триа́рхия (греч. τριαρχία, от τρία- «три» + ἄρχων «властитель, правитель) — политическое соглашение, союз влиятельных политических деятелей и полководцев в Риме в период гражданских войн I века до нашей эры, направленный на монополизацию государственной власти.
Изначально триумвирские коллегии формировались самим сенатом из представителей своего сословия и, обыкновенно, для выведения новых римских колоний на завоёванных землях. Именно таким образом организовывались все римские провинции, впоследствии подпадавшие под юрисдикцию Рима. Позднее, уже к началу I века до н. э., этим термином стали обозначать тайный союз видных сенаторов для дальнейшей узурпации власти.
Кроме того, в республиканском Риме триумвирами также именовались председатели судебных коллегий (quaestio), рассматривающие уголовные дела (Triumviri capitales).

## Исторический цикл существования
Историки выделяют несколько характерных этапов в существовании триумвиратов.
1. Возникает глубокий кризис государственной власти.
2. Возникновение политического союза основных лидеров (обычно троих) с целью захвата власти и стабилизации обстановки в обществе. Опирается этот союз на коалицию критикующих старую власть, не забывая уделить внимание армии.
3. Захват власти, часто при поддержке народа и под демократическими лозунгами. Так Т. Моммзен отмечает: «Цезарь поставил на своём знамени: народ и демократический прогресс… С самого начала он был убеждённым демократом»[2].
4. Обострение политической борьбы за власть среди триумвиров, оканчивающийся победой наиболее харизматического лидера, тяготеющего к диктатуре.
5. Отстранение конкурентов от власти. Установление авторитарного режима.

С точки зрения истории триумвираты — закономерный антикризисный механизм, являющийся в период кризиса государственных структур довольно эффективным механизмом предотвращения распада государства и укрепления власти, но с неизбежной трансформацией в единоличную диктатуру.

## Исторические примеры

### Римские триумвираты
В годы поздней Римской республики власть дважды переходила от сената и магистратов к тройке людей (где каждый раз третий участник был слабее двух основных соперников). Оба раза триумвираты завершались гражданскими войнами:
- Весной 60 года до н. э. Гай Юлий Цезарь, Гней Помпей Великий и Марк Лициний Красс объединили ресурсы с целью захвата власти, учредив, таким образом, 1-й триумвират. Он продлился вплоть до гибели Красса в 53 году до н. э.;
- В октябре 43 года до н. э. Гай Юлий Цезарь Октавиан, Марк Антоний и Марк Эмилий Лепид, в отличие от предыдущего, образовали законодательно подтверждённый 2-й триумвират. Однако, уже в 36 году до н. э. Лепид был исключён из триумвирата, а в 31 году до н. э. Антоний потерпел поражение от войск Октавиана и в следующем году покончил с собой.

Кроме того, в 101 году до н. э. Гай Марий, Луций Аппулей Сатурнин и Гай Сервилий Главция тайно создали политический союз, который, впрочем, распался уже в 100 году.

### Триумвират наРуси
- В историографии «триумвиратом Ярославичей» принято называть систему политического устройства Киевской Руси во главе с сыновьями Ярослава Мудрого: киевским князем Изяславом, черниговским Святославом и переяславским Всеволодом в 1054—1073 годах.

### Русские триумвираты
- Триумвират Лев Нарышкин — Тихон Стрешнев — Борис Голицын, действовавший после падения царевны Софьи[3].
- Триумвират Каледин — Алексеев — Корнилов[4], олицетворявший Белую власть на Дону в конце 1917 года-начале 1918 года, переставший существовать в январе 1918 году после гибели атамана Каледина.

### Советские триумвираты
- Триумвират Ленин — Троцкий — Свердлов, сыгравший решающую роль в событиях октября 1917 года[5].
- Триумвират Зиновьев — Каменев — Сталин, пришедший к власти после смерти Ленина в 1924 году[6].
- Триумвират Маленков (председатель совета министров СССР) — Хрущёв (первый секретарь ЦК КПСС, кадровые вопросы) — изначально Берия (руководитель страны — глава исполнительной власти), а после переворота Булганин, пришедший к власти после смерти Сталина в 1953 году[7].
- Триумвират Брежнев — Косыгин — Подгорный, пришедший к власти после смещения Хрущёва в 1964 году[8].

### Прочие триумвираты
- Младотурецкий триумвират — Талаат-паша, Энвер-паша и Джемаль-паша.
- Триумвират Робеспьер — Сен-Жюст — Кутон[9].
- Триумвират Наполеон Бонапарт — Сиейес — Роже-Дюко.
- Триумвират Жубер — Преториус — Крюгер, правивший Республикой Трансвааль в 1881—1883 годах.
- Триумвират Исмаил Энвер — Мехмед Талаат — Ахмед Джемаль, правивший в Османской империи в 1908—1918 годах.
- Триумвират Лала Ладжпат Рай — Бипин Чандра Пал — Бал Гангадхар Тилак с первых дней национально-освободительного движения Индии и до создания Индийского национального конгресса.
- Триумвират Эхуд Ольмерт — Эхуд Барак — Ципи Ливни в 2008—2009 гг. иногда называли триумвиратом[10][11][12].
- Знаменитый «женский триумвират» Анны Философовой, Надежды Стасовой и Марии Трубниковой стоял у истоков борьбы за равноправие женщин в России. Именно они учредили «Общество дешёвых квартир» для нуждающихся жительниц Санкт-Петербурга, а также ряд женских трудовых артелей и курсов[13].
- «Женским триумвиратом» неоднократно называли Светлану Тихановскую — Марию Колесникову — Веронику Цепкало в ходе президентских выборов в Белоруссии (2020)[14].